# Дегалле, Лоран
Лоран Дегалле (фр. Laurent Degallaix , род. 11 сентября 1965, Валансьен, Франция) — французский политический деятель, бывший депутат Национального собрания Франции, мэр города Валансьен.

## Биография
Лоран Дегалле окончил Высшую школа экономических и коммерческих наук (ESSEC). В 90-е годы был лидером молодёжного крыла партии Союз за французскую демократию. В 1995 году впервые был избран в городской совет Валансьена и занял пост вице-мэра по делам молодёжи и спорта. В 2001 году и 2008 годах переизбирался в городской совет, также курировал вопросы бизнеса. 
В 2004 году Дегалле участвовал в выборах советника Генерального совета департамента Нор от кантона Валансьен-Эст, но проиграл коммунисту Фабьену Тьему. В 2010 по списку Союза за народное движение он прошёл в Региональный совет Нор-Па-де-Кале.
На выборах в Национальное собрание Франции в 2012 году Лоран Дегалле стал заместителем кандидата в депутаты по 21-му избирательному округу департамента Нор Жана-Луи Борлоо, победившего во 2-м туре 17 июня. Спустя 11 дней городской совет Валансьена по представлению ушедшего в отставку мэра Доминика Рике избрал Лорана Дегалле мэром Валансьена.
В апреле 2014 года Жан-Луи Борлоо по состоянию здоровья подал в отставку с поста депутата Национального собрания, и в соответствии с законодательством были назначены отдельные выборы депутат Национального собрания по 21-му округу. Лоран Дегалле стал кандидатом правых на этих выборах, одержал победу и получил мандат депутата. После этого он вышел из состава Регионального совета Нор-Па-де-Кале. В выборах в Национальное собрание в 2017 году он не участвовал, так как в силу требования закона о невозможности совмещения мандатов он должен быть выбирать между мандатами депутата и мэра, и Дегалле выбрал второе. 
В марте-июне 2020 года Лоран Дегалле возглавил правоцентристский блок на очередных муниципальных выборах в Валансьене с участием президентского движения «Вперёд, Республика!» и привел его к победе.
В июне 2021 года в паре с сенатором Валери Летар Лоран Дегалле был избран в Совет департамента Нор от кантона Валансьен.

## Политическая карьера
1995 — 27.06.2012 — вице-мэр города Валансьен 

26.03.2010 — 29.06.2014 — член регионального совета Нор-Па-де-Кале 

с 28.06.2012 —  мэр города Валансьен 

30.06.2014 — 20.06.2017 — депутат Национального собрания Франции от 21-го избирательного округа департамента Нор 

с 01.07.2021 — член Совета департамента Нор от кантона Валансьен